# Seishi Yokomizo
Œuvres principales
- Le Village aux huit tombes (1951)
- La Hache, le koto et le chrysanthème (1951)

Seishi Yokomizo (横溝正史, Yokomizo Seishi) est un écrivain japonais de roman policier, né le 24 mai 1902 à Kōbe dans l'arrondissement de Hyōgo-ku et mort d'un cancer du côlon le 28 décembre 1981 à Tokyo, il est enterré au cimetière Seishun-en de Kawasaki (Kanagawa).
Il est notamment connu pour son roman L'Île de la porte de l'enfer (獄門島, Gokumontō).

## Jeunesse
Seishi Yokomizo publie sa première nouvelle en 1921 dans le magazine Nouvelle génération (新青年, Shinseinen). Diplômé en pharmacie du Collège pharmaceutique d'Osaka (qui fait maintenant partie de l'Université d'Osaka), mais entrainé par sa passion de la littérature et les encouragements de son ami Edogawa Rampo, il renonce à reprendre le magasin familial pour partir s'installer à Tōkyō. Embauché par l'éditeur Hakubunsha en 1926, il démissionne en 1932 pour devenir écrivain à temps complet.

## Carrière littéraire
Attiré par le roman d'enquête historique ou roman d'enquête policière (捕物帖, torimonochō), il écrit son premier roman Feu follet (鬼火, Onibi) en juillet 1934, alors qu'il est en convalescence de la tuberculose dans les montagnes de Nagano. Publié en 1935, il est rapidement censuré par les autorités. Ne se décourageant pas, il continue sur son premier succès avec un deuxième roman Ninngyo Sashichi torimonocho (1938-1939).
Pendant la Seconde Guerre mondiale, il rencontre des difficultés à se faire publier et se retrouve en grande précarité. Le manque de Streptomycine et d'autres antibiotiques l'empêche de soigner correctement sa tuberculose. Il en plaisantait avec ses amis, disant que c'était une course pour voir s'il allait mourir de faim ou de la maladie. 
Après la fin de la Seconde Guerre mondiale, son œuvre reçoit une large reconnaissance populaire, et il publie ses romans sous forme de feuilleton dans le magazine Weekly Shonen Magazine; se concentrant uniquement dans le roman policier populaire, il reprend la structure occidentale du roman policier. Ses premiers romans publiés ainsi sont Le Meurtre dans le Honjin (本陣殺人事件, Honjin satsujin jiken, avril 1946) où apparaît pour la première fois Kōsuke Kindaichi (金田一耕助, Kindaichi Kōsuke) et Le Meurtre du papillon (蝶々殺人事件, Chōchō Satsujin Jinken, 1946). Son œuvre devient le modèle d'après-guerre du roman policier japonais.
Yokomizo est l'auteur de 83 livres qui se sont vendus au format poche, entre 1971 et 1981, à 55 millions d'exemplaires.

## Influences et legs
Il est souvent appelé le John Dickson Carr japonais en référence à son auteur fétiche.
Il est le créateur du personnage du détective privé Kōsuke Kindaichi, dont le descendant est le héros des Enquêtes de Kindaichi.
Il a donné son nom à un prix littéraire créé en 1980 par l'éditeur Kadokawa Shoten et la chaîne de télévision Tokyo Broadcasting System en son honneur. Il est décerné chaque année à un roman original dont le premier prix est constitué d'une statuette de l'auteur, d'une somme de 10 millions de Yens et de la publication du roman et d'une adaptation en téléfilm.

## Œuvres traduites en français
- Le Village aux huit tombes (八つ墓村, Yatsu haka-mura?, de mars 1949 à mars 1951)  (ISBN 978-2877304597)
- La Hache, le koto et le chrysanthème (犬神家の一族, Inugamike no Ichizoku?, de janvier 1950 à mai 1951)  (ISBN 978-2070783045)
- La Ritournelle du démon (悪魔の手毬唄, Akuma no Temari Uta?, de 1957 à 1959)  (ISBN 978-2877302234)

## Œuvres
- Le Meurtre dans le Honjin (本陣殺人事件, Honjin satsujin jiken?, avril 1946)  (ISBN 978-4041304082)
- L'Île de la porte de l'enfer (獄門島, Gokumontō?, de janvier 1947 à octobre 1948)  (ISBN 978-4041304037)
- On marche dans la nuit (夜歩く, Yoru aruku?, 1948)  (ISBN 978-4041304075)
- La Reine des abeilles (女王蜂, Jo-o-batchi?, de juin 1951 à mai 1951)  (ISBN 978-4041304112)
- Le diable vient et joue de la flûte (悪魔が来りて笛を吹く, Akuma ga kitarite fue o fuku?, 1951)  (ISBN 978-4041304044)
- La Tragédie de l'auberge du labyrinthe (迷路荘の惨劇, Meiro-sō no sangeki?)  (ISBN 978-4041304341)
- La Ritournelle du démon (悪魔の手毬唄, Akuma no temariuta?, de août 1957 à janvier 1959)  (ISBN 978-4041304020)
- Le Bal masqué (仮面舞踏会, Kamen-Butō-Kai?)  (ISBN 978-4041304389)
- La Maison des pendus sur la pente de l'hôpital (病院坂の首縊りの家, Byōin-zaka no kubikukuri no ie?, décembre 1975)  (ISBN 978-4041304617),  (ISBN 978-4041304624)
- La Hache, le koto et le chrysanthème, 1976, fr. 1985,  Gallimard, L'Imaginaire, 362 p.  (ISBN 978-2-07-078304-5)

## Filmographie (comme acteur)
- 1976 : The Inugamis (犬神家の一族, Inugami-ke no ichizoku?) de Kon Ichikawa
- 1979 : La Maison du pendu (病院坂の首縊りの家, Byōinzaka no kubikukuri no ie?) de Kon Ichikawa

## Films adaptés de ses œuvres
- 1956 : Vampire Moth (吸血蛾, Kyuketsuki-ga?) de Nobuo Nakagawa
- 1975 : Meurtre à huis clos (本陣殺人事件, Honjin satsujin jiken?) de Yōichi Takabayashi
- 1976 : The Inugamis (犬神家の一族, Inugami-ke no ichizoku?) de Kon Ichikawa
- 1977 : La Ballade du diable (悪魔の手毬唄, Akuma no temari-uta?) de Kon Ichikawa
- 1977 : L'Île de la prison (獄門島, Gokumon-tō?) de Kon Ichikawa
- 1978 : La Reine des abeilles (女王蜂, Joōbachi?) de Kon Ichikawa
- 1979 : La Maison du pendu (病院坂の首縊りの家, Byōinzaka no kubikukuri no ie?) de Kon Ichikawa
- 2006 : Les Inugamis (犬神家の一族, Inugami-ke no ichizoku?) de Kon Ichikawa (remake)